# Garessio 2000
Garessio 2000 (Garess 2000 in piemontese, Garesce 2000 o Gareshe 2000 nella variante ligure locale) è una frazione del comune di Garessio, in Provincia di Cuneo. È situata in corrispondenza della Colla di Casotto e sorge a quota 1.379 m s.l.m. nell'alta Val Casotto, a 13 km dal centro di Garessio, 25 km da Ormea, 37 km da Mondovì e a 62 km da Cuneo.
L'esposizione a nord di buona parte dei rilievi alpini fa sì che l'area si presti ottimamente a una fruizione sciistica, infatti dagli anni sessanta sono stati realizzati diversi impianti di risalita e l'omonima stazione sciistica.
Dalla sommità delle piste, in condizioni di massima nitidezza, si può godere di una vista che spazia dal Golfo Ligure sino alla Corsica.
A partire dagli anni ottanta sono stati realizzati anche due grandi complessi residenziali che tuttavia sono rimasti incompiuti e che versano in condizioni di parziale degrado e abbandono.

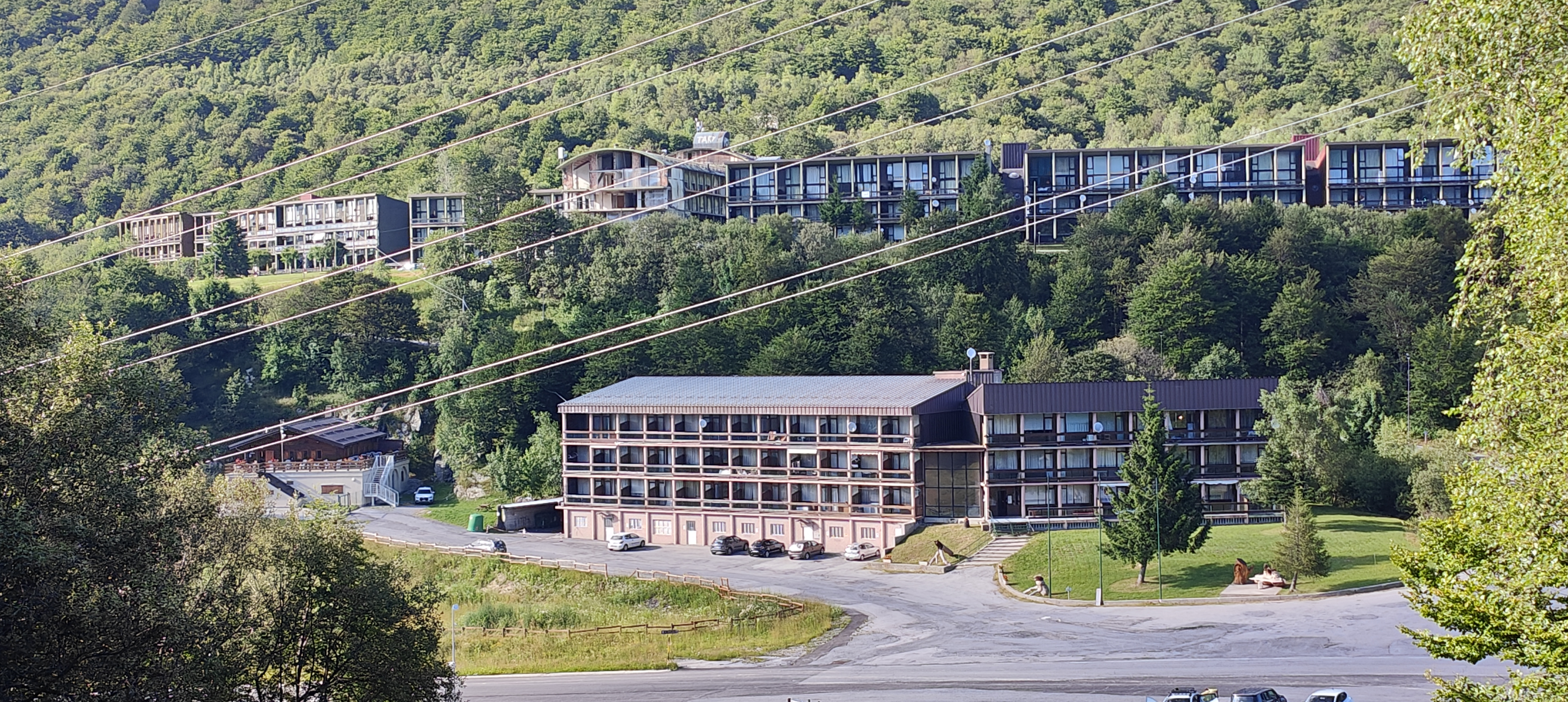
La struttura edilizia comprendente, a sinistra, il villino sopraelevato del bar-ristorante, vista nel suo complesso dalla collina che porta agli ski lift

Davanti alla struttura sorge dal 24 luglio 1994 un monumento dedicato ai caduti delle Valli circostanti compresi anche i 115 partigiani e 17 civili periti in queste zone teatro della battaglia di Valcasotto del 13-17 marzo 1944.

## Storia

### La genesi del progettoValle dei Castori

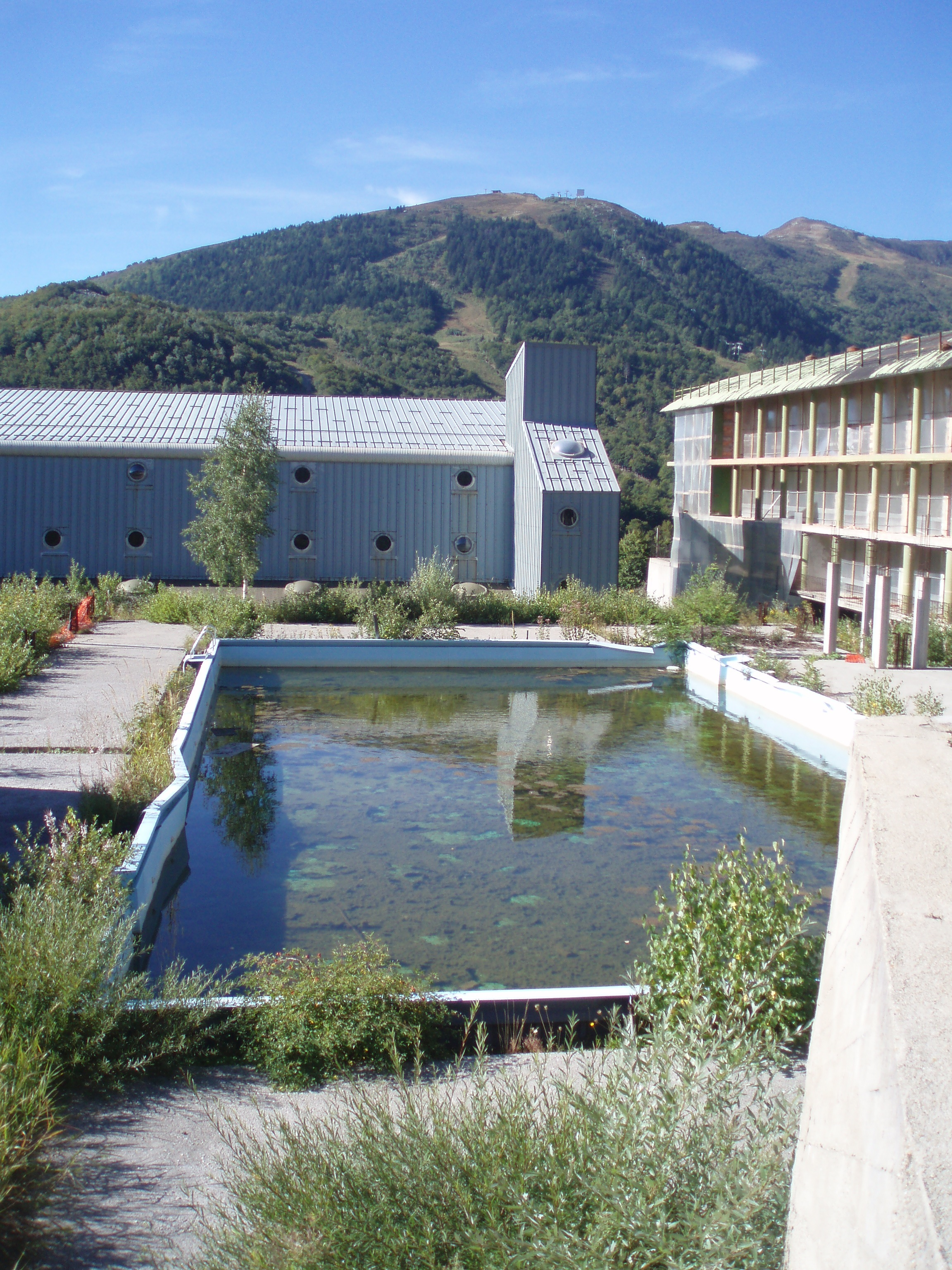
La piscina costruita negli anni Ottanta e mai entrata in funzione

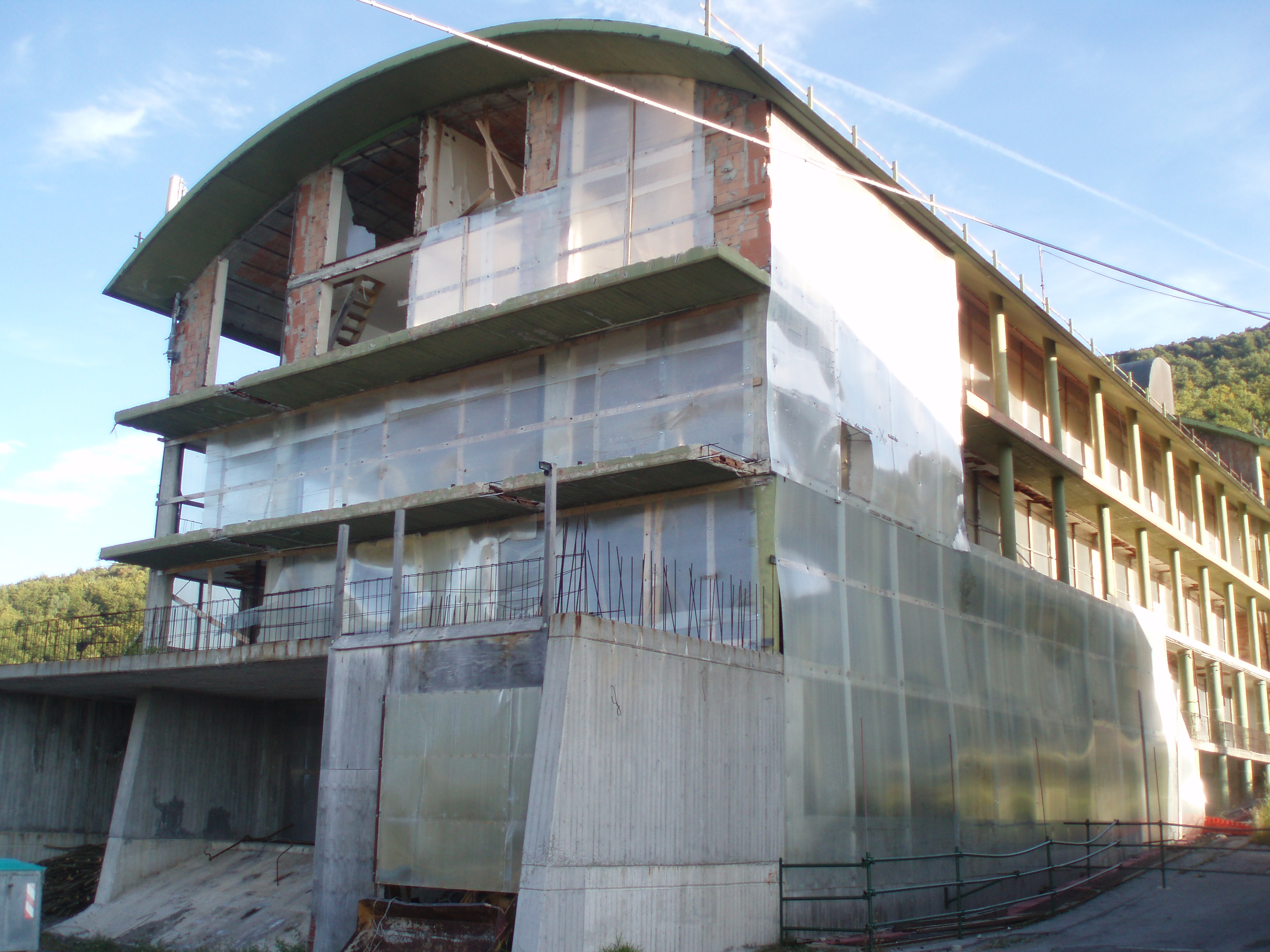
L'edificio abbandonato del complesso superiore Il Larice in stato di completo abbandono

La nascita della stazione sciistica risale agli anni sessanta quando, sul versante del colle che guarda verso l'abitato di Garessio, un ambizioso imprenditore genovese cominciò a edificare nell'area creando la struttura alberghiera Baita dei Castori, due sciovie nei pressi dell'area recettiva e due sciovie sul versante del colle che guarda la Valle di Casotto. Nacque così il complesso sciistico che venne inizialmente chiamato Valle dei Castori.
Nel 1982 la Regione Piemonte, dopo una lunga battaglia legale, annullò l'atto di vendita del Comune di Garessio del 1966 per una questione di usi civici dei terreni che non potevano essere ceduti e l'attività della stazione sciistica si arrestò. I terreni ritornarono di proprietà del Comune e la stazione smise di funzionare. A seguito di tale atto ricominciò una lunga battaglia legale che perdurò fino al 2010.

### Il progettoGaressio 2000e il suo declino
Nella seconda metà degli anni ottanta una nuova società immobiliare decise di abbandonare lo sfruttamento del versante sud e ci si concentrò su quello nord realizzando quindi una seggiovia biposto in grado di raggiungere la vetta del monte Berlino, che ancora oggi rappresenta l'ossatura della stazione, e una sciovia fino alla cima del monte Mussiglione a quasi 2.000 metri di quota. Contestualmente, vennero costruiti anche due grandi complessi residenziali che, originariamente, dovevano comprendere anche un albergo, negozi, campi da tennis, pista di pattinaggio e una piscina. Tuttavia il progetto Garessio 2000 non decollò del tutto e inoltre il 12 dicembre del 1990 un'esplosione, forse provocata da una bombola di gas, provocò gravi danni agli oltre 150 appartamenti del complesso superiore. Dopo questo grave episodio la società proprietaria fallì e parte del secondo complesso residenziale con le previste infrastrutture ricettive e sportive non fu mai completato e attualmente versa in condizioni di abbandono.
Nel 1997 dopo un altro fallimento anche questi terreni sono stati acquisiti dal Comune di Garessio e gli impianti sciistici dalla Comunità Montana. Dal 2001 la gestione dell'impianto sciistico è stata affidata alla società Gidue Srl e dal 2012 al Marachella Group, società multiservizi torinese chè però ha dichiarato fallimento nel 2014.

### Gli impianti e le piste

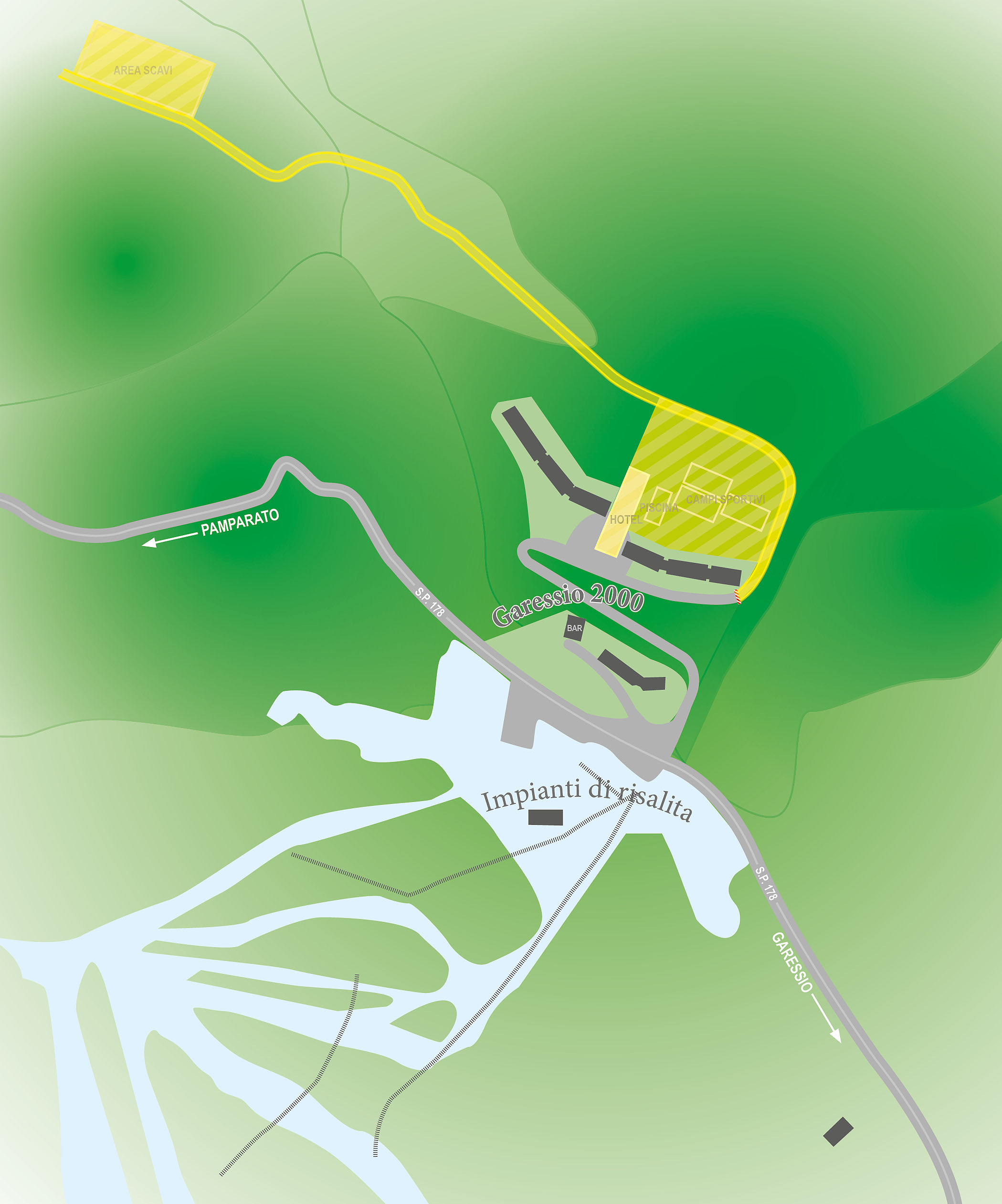
Planimetria dell'area di Garessio 2000. In giallo le aree in stato di abbandono

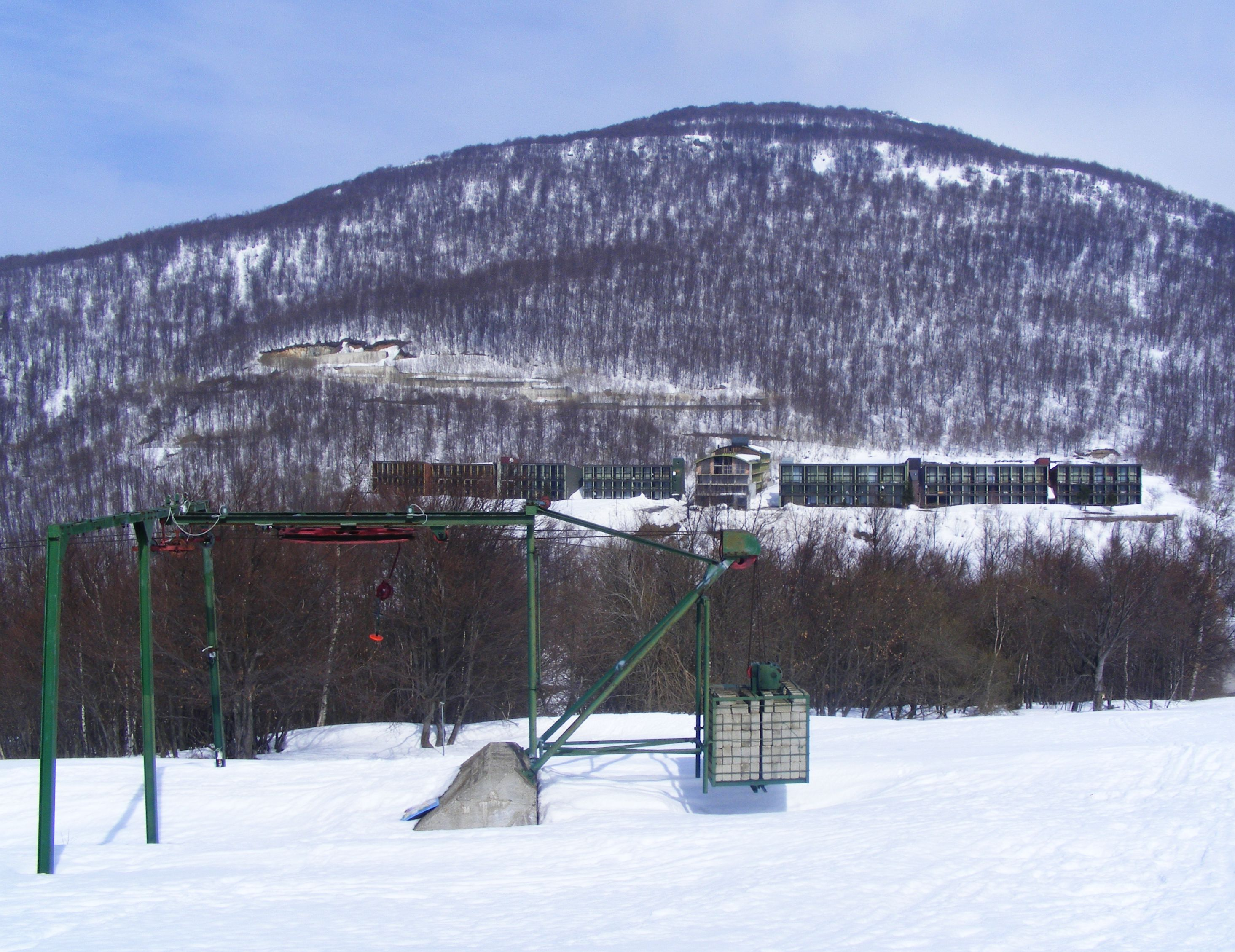
Una veduta dalle piste con gli edifici residenziali superiori di Garessio 2000 in lontananza

Gli impianti di risalita sono complessivamente quattro di cui tre sciovie e una seggiovia biposto con una portata oraria di 1.200 persone. Le piste sciistiche servite dagli impianti si sviluppavano sui versanti dei monti Berlino, Mussiglione e Grosso che guardano verso la Val Casotto. Il dislivello complessivo è di circa settecento metri, passando dai 1.379 metri ai quasi 2.000 metri che si toccano nei pressi del Monte Mussiglione.. Complessivamente si contano dieci piste, sei delle quali classificate come "facili", due "medie" e due "difficili".
Nell'inverno del 2017, dopo tre anni di fermo, la gestione degli impianti di risalita è stata affidata all'Associazione Frais 2010, che dal 30 dicembre ha riaperto gli skilift Giassetti e Praietto e le relative piste. Dall'inverno 2018 la gestione è passata in capo alla Chioni Srl, che ha dovuto affrontare la delicata fase delle chiusure e restrizioni dovuta alla pandemia da Covid-19. Nel 2023, col supporto dell'Amministrazione Comunale, è subentrata la Pro Loco Città di Garessio che non solo ha gestito gli impianti sciistici nella stagione invernale, ma ha anche potuto beneficiare delle modifiche alla seggiovia Berlino per l'utilizzo per pedoni e mountain bike in estate.

## Galleria d'immagini

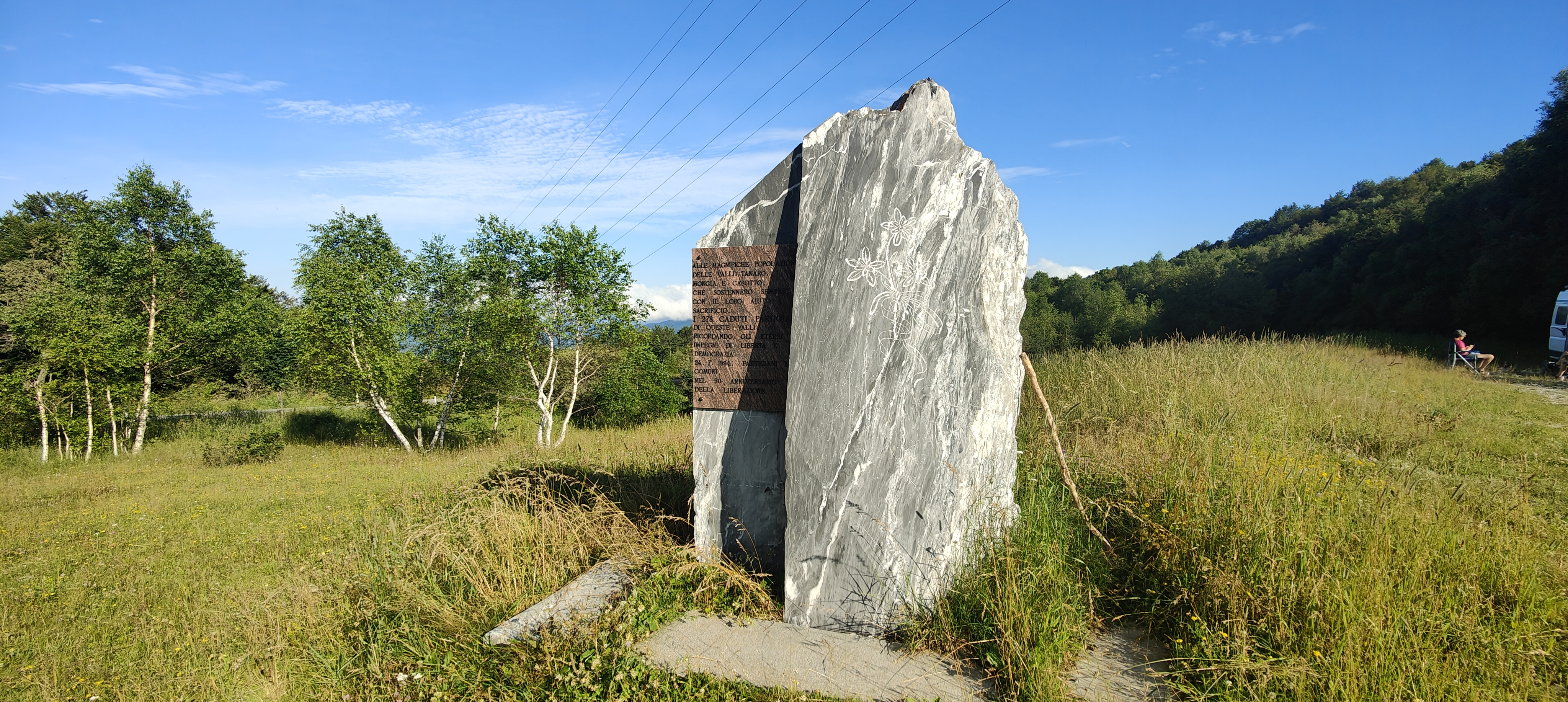
Monumento inaugurato nel 1994, 50º anniversario  liberazione, in memoria dei 278 caduti partigiani negli anni 1943-45 delle Valli Alto Tanaro, Casotto, Mongia
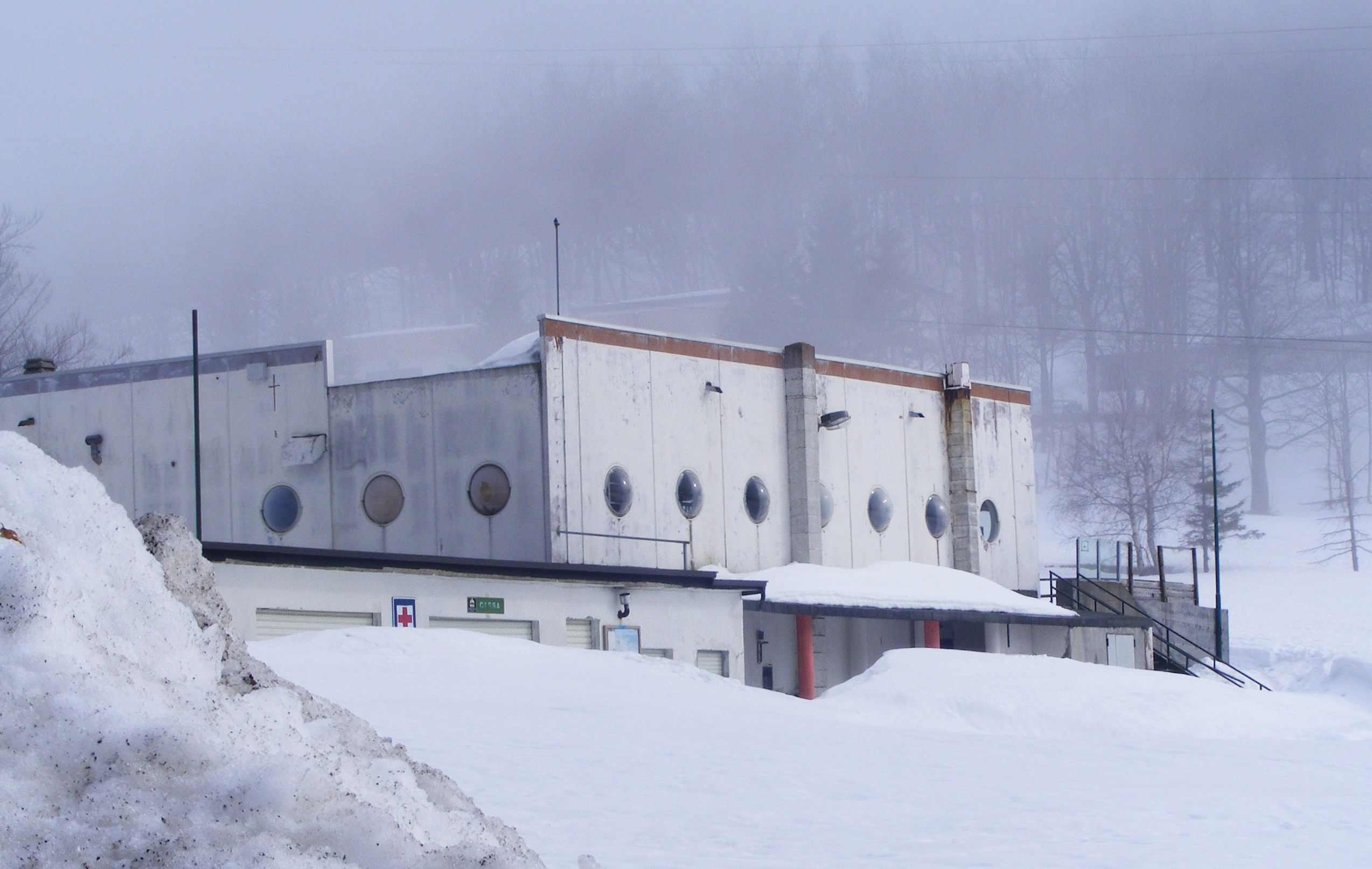
La stazione di partenza degli impianti di risalita
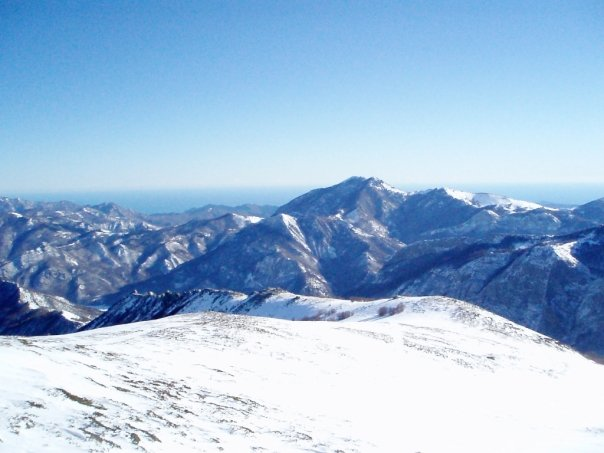
Il Mar Ligure visto dal Monte Berlino
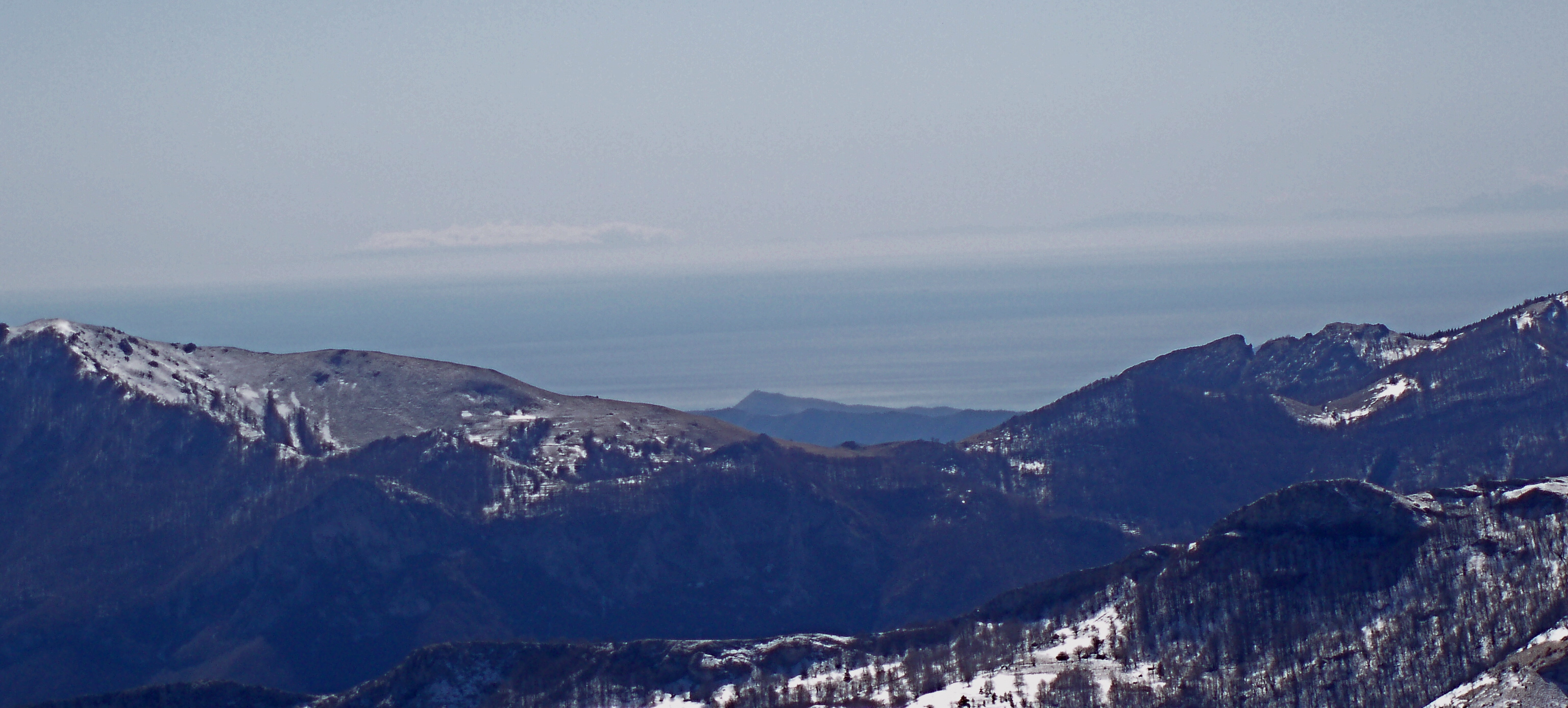
La Corsica vista dal monte Berlino
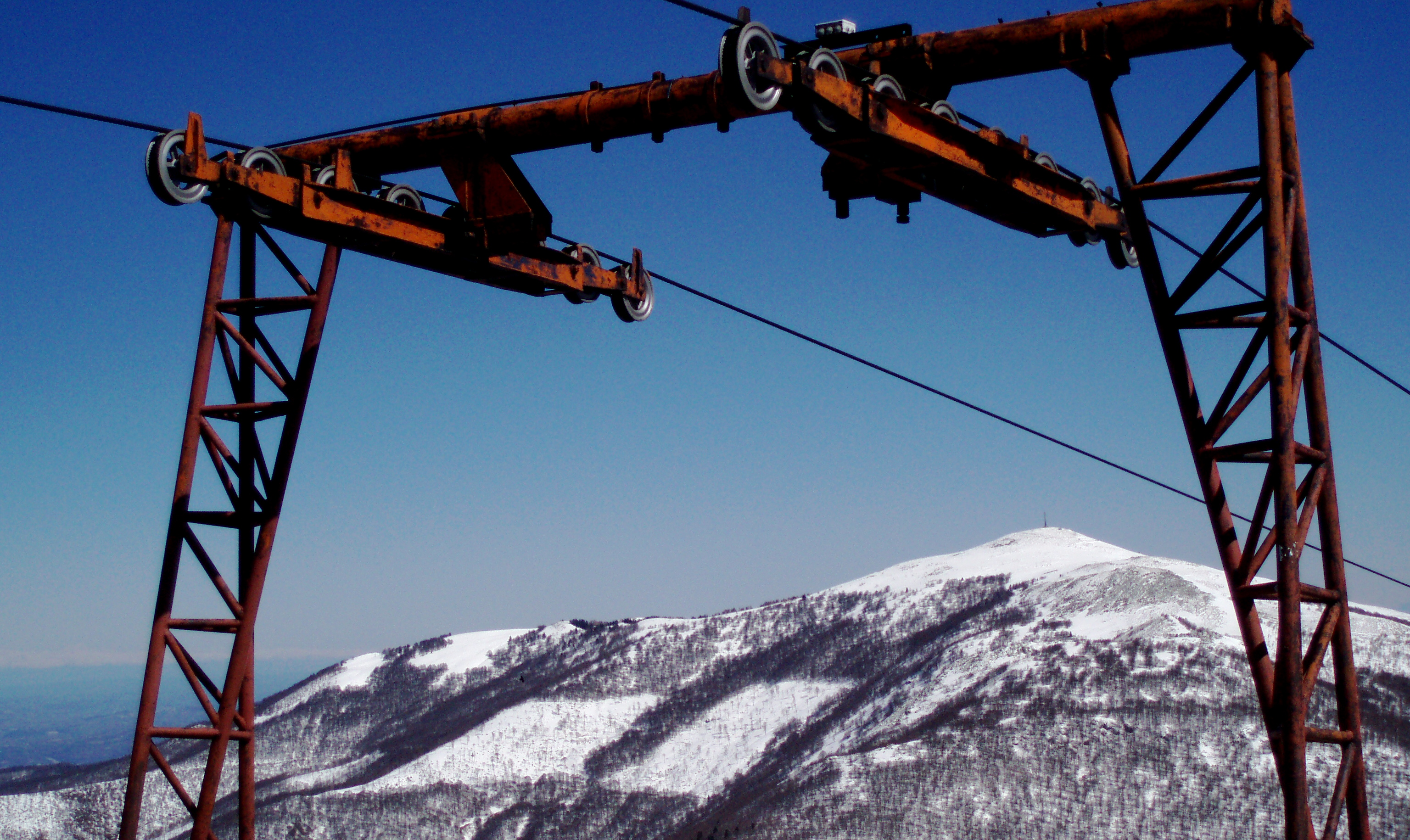
La croce di Mindino vista dal monte Berlino
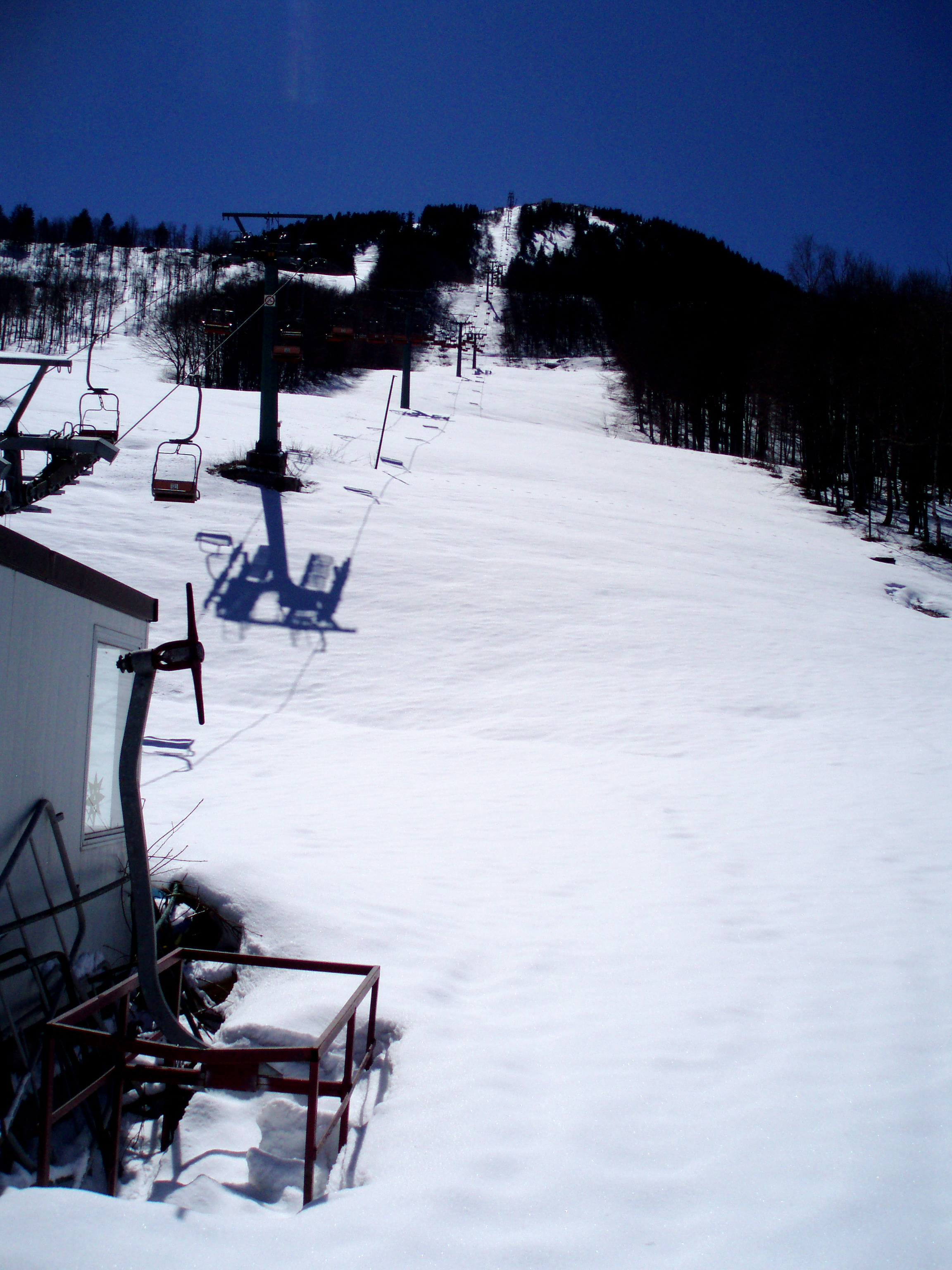
Seggiovia Berlino. Neve polverosa in abbondanza e impianti chiusi.